# Kanton Castelnau-le-Lez
Der Kanton Castelnau-le-Lez war von 1992 bis 2015 ein französischer Wahlkreis im Arrondissement Montpellier, im Département Hérault und in der früheren Region Languedoc-Roussillon. Er hatte 25.094 Einwohner (Stand: 1. Januar 2012). Vertreter im Generalrat des Départements war zuletzt von 2011 bis 2015 Pierre Bonnal (PS).

## Gemeinden
Der Kanton bestand aus zwei Gemeinden:

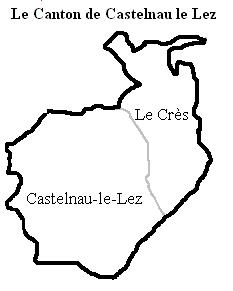
Karte des Kantons Castelnau-le-Lez

| Gemeinde         | Einwohner Jahr | Fläche km² | Bevölkerungsdichte | Code INSEE | Postleitzahl |
| ---------------- | -------------- | ---------- | ------------------ | ---------- | ------------ |
| Castelnau-le-Lez | 17.837 (2013)  | 11,18      | 1595 Einw./km²     | 34057      | 34170        |
| Le Crès          | 8693 (2013)    | 5,84       | 1489 Einw./km²     | 34090      | 34920        |